# Grójec Wielki (Łódź)
Pour les articles homonymes, voir Grójec Wielki.
Grójec Wielki est une localité polonaise de la gmina de Złoczew, située dans le powiat de Sieradz en voïvodie de Łódź.